# Campionati mondiali di skeleton 1989
I Campionati mondiali di skeleton 1989, seconda edizione della manifestazione organizzata dalla Federazione Internazionale di Bob e Skeleton, si tennero il 4 ed il 5 febbraio 1989 a Sankt Moritz, in Svizzera, sulla Olympia Bobrun St. Moritz–Celerina, la stessa sulla quale si svolsero le competizioni del bob ai Giochi di Sankt Moritz 1928 e di Sankt Moritz 1948 nonché la rassegna iridata del 1982; fu disputata unicamente la gara del singolo vinta dallo svizzero Alain Wicki.

## Risultati

### Singolo
La gara fu disputata il 4 ed il 5 febbraio nell'arco di quattro manches e presero parte alla competizione 51 atleti in rappresentanza di 14 differenti nazioni; campione uscente era l'austriaco Gert Elsässer, nel frattempo ritiratosi dalle competizioni, ed il titolo fu conquistato dallo svizzero Alain Wicki, già sul podio nell'edizione iridata di sette anni prima, davanti agli austriaci Christian Auer e Franz Plangger.
| Pos. | Atleti             | Nazione        | Tempo   | Distacco |
| ---- | ------------------ | -------------- | ------- | -------- |
|      | Alain Wicki        | Svizzera       | 4'28"62 |          |
|      | Christian Auer     | Austria        | 4'30"16 | +1"54    |
|      | Franz Plangger     | Austria        | 4'32"00 | +3"38    |
| 4    | Michael Grünberger | Austria        | 4'32"02 | +3"40    |
| 5    | Fred Markl         | Germania Ovest | 4'33"54 | +4"92    |
| 6    | Martin Thaler      | Austria        | 4'34"05 | +5"43    |
| 7    | Richard Baumann    | Germania Ovest | 4'34"08 | +5"46    |
| 8    | Urs Vescoli        | Svizzera       | 4'34"30 | +5"68    |
| 9    | Rico Vetterli      | Svizzera       | 4'34"72 | +6"10    |
| 10   | Howard Vandall     | Canada         | 4'35"00 | +6"38    |

## Medagliere
| Posizione | Nazione  | Oro | Argento | Bronzo | Totale |
| --------- | -------- | --- | ------- | ------ | ------ |
| 1         | Svizzera | 1   | 0       | 0      | 1      |
| 2         | Austria  | 0   | 1       | 1      | 2      |
| Totale    | Totale   | 1   | 1       | 1      | 3      |